# Лонинг PA-1
Лонинг PA-1 (енгл. Loening PA-1) је ловачки авион направљен у САД. Авион је први пут полетео 1922. године. 

Највећа брзина у хоризонталном лету је износила 209 km/h. Размах крила је био 8,53 метара а дужина 6,02 метара. Маса празног авиона је износила 697 килограма, а нормална полетна маса 1117 kg. Био је наоружан са два митраљеза калибра 7,7 милиметара Викерс.

## Наоружање
| Наоружање авиона: Лонинг       |     |
| Ватрено (стрељачко) наоружање  |     |
| Топ                            |     |
| Митраљез                       |     |
| Број и ознака митраљеза        | 2   |
| Калибар                        | 7,7 |
| Бомбардерско наоружање (бомбе) |     |
| Ракетно наоружање (ракете)     |     |